# Káraný - Hrbáčkovy tůně
Káraný - Hrbáčkovy tůně este o arie protejată (arie specială de conservare — SAC, sit de importanță comunitară — SCI) din Republica Cehă întinsă pe o suprafață de 348,08 ha, integral pe uscat.

## Localizare
Centrul sitului Káraný - Hrbáčkovy tůně este situat la coordonatele 50°10′01″N 14°48′38″E / 50.166944°N 14.810556°E.

## Înființare
Situl Káraný - Hrbáčkovy tůně a fost declarat sit de importanță comunitară în aprilie 2005 pentru a proteja 2 specii de animale. Situl a fost protejat și ca arie specială de conservare în octombrie 2014.

## Biodiversitate
Situată în ecoregiunea continentală, aria protejată conține 7 habitate naturale: Mlaștini alcaline, Pajiști aluvionare inundabile, de Cnidion dubii, Lacuri eutrofice naturale cu vegetație de tip Magnopotamion sau Hydrocharition, Fânețe de joasă altitudine (Alopecurus pratensis, Sanguisorba officinalis), Păduri de stejar și carpen Galio-Carpinetum, Păduri mixte riverane de Quercus robur, Ulmus laevis și Ulmus minor, Fraxinus excelsior sau Fraxinus angustifolia, de-a lungul marilor râuri (Ulmenion minoris), Păduri aluvionare cu Alnus glutinosa și Fraxinus excelsior (Alno-Padion, Alnion incanae, Salicion albae).
La baza desemnării sitului se află mai multe specii protejate:
- amfibieni (1): triton cu creastă (Triturus cristatus)
- nevertebrate (1): rădașcă (Lucanus cervus)